# Sebastian Urbaniak
Sebastian Urbaniak (ur. 9 czerwca 2001) – polski lekkoatleta specjalizujący się w biegach płotkarskich. Medalista mistrzostw Polski.

## Osiągnięcia
Opracowano na podstawie:
| Rok  | Impreza                        | Miejsce   | Konkurencja                | Pozycja    | Wynik |
| ---- | ------------------------------ | --------- | -------------------------- | ---------- | ----- |
| 2021 | Młodzieżowe mistrzostwa Europy | Tallinn   | bieg na 400 m przez płotki | półfinały  | 51,03 |
| 2022 | Mistrzostwa Europy             | Monachium | bieg na 400 m przez płotki | eliminacje | 50,69 |

Rekord życiowy:
- bieg na 400 metrów przez płotki – 49,68 (3 lipca 2022, La Chaux-de-Fonds).